# 顕正寺 (丸亀市)
顕正寺（けんしょうじ）は、香川県丸亀市土居町にある寺院。宗派は真言宗大覚寺派、本尊は金剛界大日如来で、新四国曼荼羅霊場第15番札所。
御詠歌：石垣に　とどめしひかり　今もなお　如来の知恵で　守るぞ鬼門

## 概要・歴史
慶長2年（1597年）藩主生駒親正が丸亀城の築城にあたり、丑寅の表鬼門に城の鬼門除けとして建立した。古くから御祈祷の法が伝わり、現在も参拝者に念願成就の護摩供を修法している。当寺より徒歩5分で丸亀城の上り口がある。

## 交通案内
鉄道
- 四国旅客鉄道（JR四国）予讃線 丸亀駅からタクシーで約5分。

## 前後の札所
新四国曼荼羅霊場
14番 観音寺-- 15番 顕正寺 -- 16番 松尾寺